# کادیما
حزب کدیما یا قدیمه (عبری: קדימה به معنای به‌پیش) یکی از احزاب اسرائیل است. این حزب در نوامبر ۲۰۰۵ توسط آریل شارون و با انشعاب از حزب لیکود تأسیس شد و تعدادی از اعضای حزب کارگر از جمله شیمون پرز را نیز به خود جذب کرد. کادیما در انتخابات سال ۲۰۰۶ با کسب ۲۹ کرسی (از ۱۲۰ کرسی کنست) به بزرگ‌ترین حزب در کنست (پارلمان اسرائیل) بدل شد. نخست، شارون رهبر این حزب بود و پس از اغمای شارون، ایهود اولمرت به رهبری رسید. پس از گذشت ۲ سال، در ۱۷ سپتامبر ۲۰۰۸، تزیپی لیونی به عنوان رهبر این حزب انتخاب شد. در نوامبر ۲۰۱۲، لیونی از این حزب جدا شده و تأسیس حزب جدیدی به نام هاتنواه (جنبش) را اعلام کرد. پس از آن هفت نفر از اعضای سابق کنست و کادیما به او پیوستند.

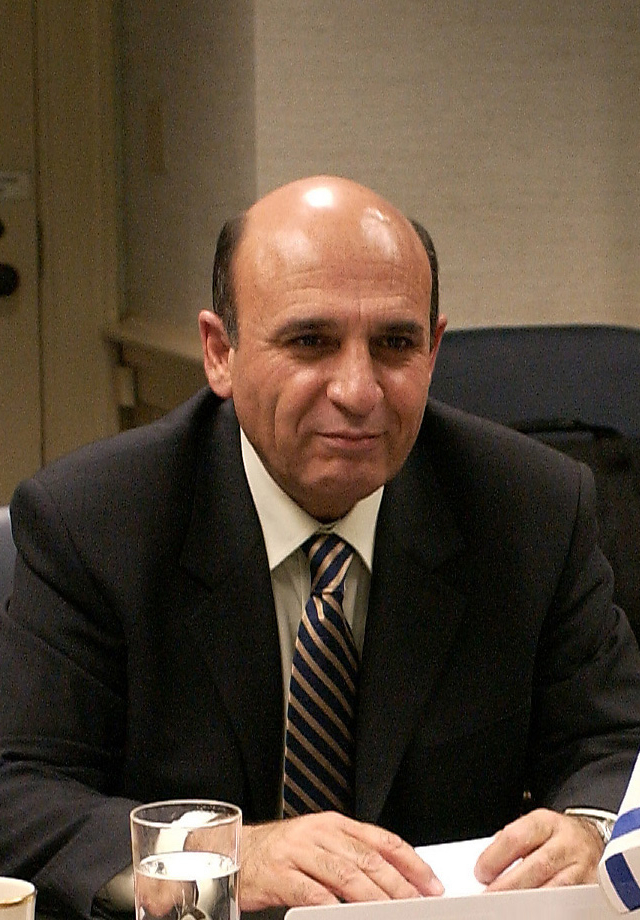

شائول موفاز با خروج لیونی به عنوان رهبر حزب انتخاب شد. کادیما در انتخابات ۲۰۱۳ فقط موفق به دریافت دو کرسی در کنست شد. در ۲۷ ژانویه سال ۲۰۱۵ موفاز از سیاست و در نتیجه رهبری حزب کادیما اعلام بازنشستگی کرد و اکرم حسون سیاستمدار عرب دروزی به رهبری حزب برگزیده شد. این بار برای اولین بار در تاریخ اسرائیل بود که یک دروزی رهبری یک حزب عمدتاً یهودی را بر عهده می‌گرفت. ریاست حسون بر این حزب فقط دو روز طول کشید. او در روز ۲۹ ژانویه از این حزب خارج شده و به حزب تازه‌تأسیس کولانو پیوست و به عنوان نامزد دوازدهم در فهرست کاندیداهای کولانو در انتخابات کنست ۲۰۱۵ شرکت کند. کادیما هم که پیشنهاد ائتلاف صهیونیست (حزب کار و هاتنواه) را برای اتحاد رد کرده بود تصمیم گرفت در انتخابات شرکت نکند.